# Netinera
A Netinera é uma companhia ferroviária que opera na Alemanha.
Actualmente a companhia é detida pela Ferrovie dello Stato e o fundo de investimento luxemburguês Cube.

## Atalhos externos
- site oficila da Netinera